# R.S.Mangalam
R.S.Mangalam é uma panchayat (vila) no distrito de Ramanathapuram, no estado indiano de Tamil Nadu.

## Demografia
Segundo o censo de 2001,  R.S.Mangalam  tinha uma população de 11,044 habitantes. Os indivíduos do sexo masculino constituem 49% da população e os do sexo feminino 51%. R.S.Mangalam tem uma taxa de literacia de 67%, superior à média nacional de 59.5%: a literacia no sexo masculino é de 73% e no sexo feminino é de 62%. Em R.S.Mangalam, 12% da população está abaixo dos 6 anos de idade.